# Сент Клер (Мисури)
Сент Клер (енгл. St. Clair) град је у америчкој савезној држави Мисури.

## Демографија
По попису из 2010. године број становника је 4.724, што је 334 (7,6%) становника више него 2000. године.
| Група             | 2000.         | 2010.         |
| Белци             | 4.261 (97,1%) | 4.541 (96,1%) |
| Афроамериканци    | 33 (0,8%)     | 48 (1,0%)     |
| Азијати           | 9 (0,2%)      | 3 (0,1%)      |
| Хиспаноамериканци | 31 (0,7%)     | 59 (1,2%)     |
| Укупно            | 4.390         | 4.724         |